# James Chapman
James Jonathan Chapman (Sídney, 2 de noviembre de 1979) es un deportista australiano que compitió en remo.
Participó en dos Juegos Olímpicos de Verano, obteniendo una medalla de plata en Londres 2012, en la prueba de cuatro sin timonel, y el sexto lugar en Pekín 2008, en el ocho con timonel. Ganó una medalla de plata en el Campeonato Mundial de Remo de 2011.

## Palmarés internacional
| Juegos Olímpicos   | Juegos Olímpicos      | Juegos Olímpicos | Juegos Olímpicos   |
| Año                | Lugar                 | Medalla          | Prueba             |
| ------------------ | --------------------- | ---------------- | ------------------ |
| 2012               | Londres (Reino Unido) | Medalla de plata | Cuatro sin timonel |
| Campeonato Mundial |                       |                  |                    |
| Año                | Lugar                 | Medalla          | Prueba             |
| 2011               | Bled (Eslovenia)      | Medalla de plata | Dos con timonel    |